# Исохон Ширинхужаев
Кози Исохон Ширинхужаев (узб. Qozi Isoxon Shirinxo'jayev / Қози Исохон Ширинхўжаев, 1840(46)—1934) — узбекский Кази-калян, сеййид, садр-ул-судур, законодатель факих, судья мударрис, общественный и политический деятель, идеолог борьбы за свободу и независимость Туркестана. Активный участник национально-просветительского движения джадидов.

## Биография
Кази-Калян Самаркандской области (Мухаммад Исохон Ширинхужаев) Мавлана Кази-Калян Мир Саййид Мухаммад Исахон ходжа Садр (1840(46)-1934) ибн Кази Мулла Мир Ширинходжа — Отец «джадидов» Самарканда пользовался большим авторитетом среди интеллигенции. Его отец Мулла Мир Ширинхужа был кади и факихом, был главным учителем мударрисом в известной тогда медресе Медресе Мири Араб в Бухаре, обучал своего сына исламу. Кази Исохон с детства был религиозным, способным мальчиком, и поэтому его ещё в детстве прозвали Кази (судья), а в последующем он стал известен как Исохон-кази.
В детские годы он обучался в домашних условиях. Окончил среднее духовное учебное заведение медресе. Знал в совершенстве три языка — тюркский, арабский и персидский. Кази Исохон, как и его отец, тоже стал мударрисом фикха в Медресе Мири Араб, после являлся главным учителем мударрисом в медресе Медресе Шердор Самарканда. В 1908 году он откорректировывает книгу ученого, великого представителя учения Матуридия Абу Шакур Ас-Салими Аль-Кеши Аль-Ханафи (Абу Шакур ас-Солимий) (XI век)  “Ат-Тамхид фи баён ат-тавхид”, и вместе со своим племянником  Муфтием Самарканда Мулла Авлия ибн Муфти Мусо ходжа Мусави Ризави, за счет своих средств издает литографическое издание под именем “Ат-Тамҳид фи баёнит-Тавхид” (с комментариями и объяснениями Кази мударриса Исахон ходжа) который напечатается в типографии “Демурф” города Самарканд.
В 1896 году вместе с эмиром Бухары Саид Абдул Ахадханом и его сыном наследником престола Саид Амир Алимханом принял участие в церемонии по случаю коронации Николая-2 в Москве и был награжден памятными медалями.. 

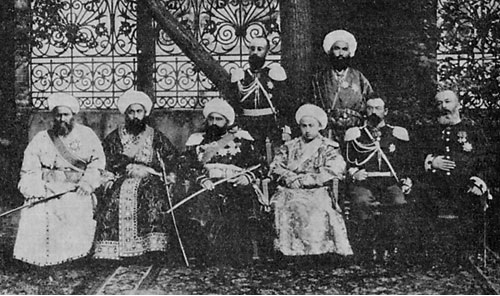
Бухарский эмир и его свита в Москве в 1896 г

Фотография Государственного Исторического Музея 1896 года, слева направо сидят: Кази-калян Самарканда Саййид Мухаммад Исахон ходжа, Астанкул-бий Кушбеги (казначей, главный закятчи эмирата), Бухарский эмир Сеид Абдулахад-хан, его сын и наследник престола Сеид Алим-хан, полковник Кузнецов, государственный коллежский советник Шихалибеков, Заман бек. Слева стоят полковник Галкин и помощник эмира Мир Салибай.
С 1910-по 1918 годах Саййид Исахон ходжа занимал должность Садра и возглавлял верховное духовное присутствие «Диван-ал-Садорат» и присутствовал на заседаниях гражданского суда, возглавляемого Диванбеки. Во всех вилайетах он имел право назначать шейх-ул-исламов, кази, мударрисов духовных школ, мутавалли и мустовфи мечетей, распоряжался всеми делами, связанными с духовными служителями. 
Весной 1917 года Кози Исохон основывал и руководил Самаркандское отделение организации «Шура-и-Ислам» (Исламский совет) идеологически выросшее из либерального движения джадидов. Был основателем первой джадидской школы в городе Самарканд. В годы революции и гражданской войны Кази Исохон все свои силы направил на решение проблем и спорных вопросов в Самарканде мирным путём, всеми силами предотвращая кровопролитие. Не раз в этом ему сопутствовал успех. В то время видные политические и религиозные деятели при решении сложных, серьёзных вопросов, как правило, обращались к Исохон-кази, считались с его мнением и советовались с ним. Кази Исохон имел огромное влияние на духовенство и народ не только в Самарканде, но и за его пределами. Он пользовался большим авторитетом и уважением. Революцию в России Кази Исохон принял настороженно, но будучи сторонником джадидизма, он разделял взгляды тех богословов, которые призывали свои уммы воздерживаться от не шариатских дел и приспосабливаться к новым условиям.

## Память
Именем Кази-калян Исохон ходжа названа махалля Кази-Калян («Қози-Калон» гузари) в Самарканде.

## Семья и Потомки
- Кази Исохон имел две жены: Первая жена Саломатбиби, от которой родились его единственный сын Рахматуллохон, дочери Давронхон, Хокимхон и Камархон. Вторая жена Хакикатпошша была дочерью известного кари-ул-курро Саййида Акрамхонхужа Дахбеди ибн Авлиёхужа Дахбеди-потомка Махдуми Аъзами, от нее родились дочери Сабохатхон и Садоратхон Исаевы.
- Сын — Рахматуллохон (1900—1945), его жена Муяссархон бинти Кози Абулхайхон ибн Кози Мир Ширинхужа, от которых родились дети: дочери Саломатхон, Холида, Сожида и сыновья Такиййуддинхон, Хуршедхон его жена Мукадампошша дети Ховархон, Зафархон, Озодхон которые проживают в махалле Кази-Калян («Қози-Калон» гузари) имени их деда Исахона в Самарканде.
- Дочь — Давронхон, её муж Саломхон Маликов-потомок известного авлия Шейха Бобо Худойдода Вали, их единственный сын Ахадхон. Сын Ахадхон и его жена Саодатхон бинти Солиххон эшон Маликов, от которых родился сын — Файзуллахон.
- Дочь — Хокимхон, была первой женой Солиххон эшон Маликова-потомка известного авлия Шейха Бобо Худойдода Вали, их дети: дочь-Саодатхон, сыновья-Махдихон и Халимхон. От второй жены у Солиххона эшон Маликова была дочь по имени Маликова Хидоятхон Солиховна.
- Дочь — Камархон, её муж Муминхон Ходихон оглы, их дети: Шарифахон, Ражабхон, Шохидахон, Шокирахон и Абдусамадхон.
- Дочь — Сабохатхон пошша Исаева, её муж Аббасов Шосаидхон-потомок известного богослова Шейха Абдулкадира Желони, их дети: Неъматуллахон, Гайбуллахон, Иззатуллахон, Мавлудахон. Неъматуллахон (1936—1994), его жена Шоирахон бинти Абдулахадхон ибн Кози Саййид Баходирхон[13][16][17]. Их дети Хабибуллахон, Шаркияхон, Жахонгирхон и Бахрияхон.
- Дочь — Садоратхон пошша Исаева (1918—1986), её муж Абдулахадхон Баходиров (1903-07.01.1977) сын Кози Саййид Баходирхона[17], их дети: Ибодхон (1937—2013), Батирхон (1938—1998), Шоирахон (1941—1994), Музаффархон, Баходиров Абдукаримхон, Фатима (1954—1976), Зухра, Зулайхо.